# ترکیب اضافی (زبان‌شناسی)
ترکیب اضافی یا ساختار اضافی (اضافه یا ترکیب اضافه) (به انگلیسی: Genitive construction) در دستور زبان، نوعی ساختار دستوری است که برای بیان رابطه بین دو اسم استفاده می‌شود مانند مالکیت یکی بر دیگری (مانند «کتابِ محمد») یا نوع دیگری از ارتباط (مانند «پدرِ محمد»). ترکیب اضافی شامل دو اسم است: سرگروه یا اسم توصیف‌شده (modified) و وابسته یا اسم توصیف‌کننده؛ اعراب و ایرانیان، اولی را «مضاف» و دومی را «مضاف‌الیه» می‌نامند.
در منابع فارسی تحت عنوان مبحث «اضافه»، دربارۀ انواع اشکالی که ترکیب اضافی می‌تواند داشته باشد سخن گفته شده است.
در زبان‌های وابسته-نشانه‌گذار (dependent-marking)، مضاف‌الیه به‌شکل یا به‌عنوانِ «حالت اضافه (genitive case)» نشانه‌گذاری می‌شود تا سرگروه را با بیان ویژگی‌ای از آن توصیف کند. به‌عنوان مثال از انگلیسی، در ترکیبِ «John's jacket»، سرگروه «jacket» است و «John» توصیف‌کننده است که ویژگی‌ای از «jacket» را بیان می‌کند (این jacket متعلق به John است). بلعکس همین رابطه در زبان‌های سر-نشانه‌گذار(head-marking)، «pertensive» نامیده می‌شود. در زبان فارسی معمولاً «نقش‌نمای اضافه» میان مضاف و مضاف‌الیه قرار می‌گیرد برای ساخت یک ترکیب اضافی؛ برخی زبان‌شناسان دربارۀ این که این نقش‌نما مضاف را نشانه‌گذاری می‌کند ادعا آورده‌اند و اگر این ادعا درست باشد زبان فارسی نیز جزو زبان‌های دارای «pertensive» خواهد بود.